# Kakurenbo
Игра в прятки (яп. カクレンボ Какурэмбо), Kakurenbo — OVA 2004 года, режиссёр Сюхэй Морита. Созданная компанией Yamato Works целиком с помощью 3D-анимации, эта работа, тем не менее, отличается мягкостью изображения, присущей фильмам, нарисованным традиционным способом.

Обладатель призов многих международных фестивалей.

## Сюжет
В заброшенном городе дети играют в загадочную игру под названием Вечерняя игра (яп. オトコヨ様のお遊戯 Отокоёсама но ою:ги). В этот раз играют восемь, и среди них — мальчик по имени Хикора, который ищет пропавшую сестру; Яимао пришли искать пропавшую сестру Хикоры. Носига и его приятели Татидзи и Суку хвалятся, что узнают, кто на самом деле демоны этого города. Что здесь делают таинственные близнецы Имму и Янку — никому неизвестно.

Игроки надевают маски лисиц и отправляются в город, где к их группе присоединяется девочка, и наконец появляются демоны.

### Происхождение названия
В традиционной японской игре в прятки водящего называют демоном-родителем. Когда демон-водящий находит и ловит игрока (прикасается к нему), пойманный тоже становится демоном, а последний не найденный игрок остаётся победителем.

По японским поверьям, если играть в прятки поздно вечером, то вместо водящих могут прийти настоящие демоны и утащить игроков к себе. Отсюда название такой игры: вечерняя игра (яп. 御常夜様のお遊戯 О-токоё-сама но о-ю:ги).

## Персонажи
Хикора (яп. ヒコラ) — мальчик, вступил в игру, чтобы найти потерявшуюся сестру.
Сэйю: Дзюнко Такэути
Яимао (яп. ヤイマオ) — старший товарищ Хикоры.
Сэйю: Макото Уэки
Соринтя (яп. ソリンチャ) — пропавшая сестра Хикоры.
Сэйю: Масами Судзуки
Носига (яп. ノシガ) — лидер троицы игроков, до начала игры утверждал, что не боится демонов.
Сэйю: Рэй Найто
Татидзи (яп. タチジ) — один член троицы Носиги.
Сэйю: Мика Исибаси
Суку (яп. スク) — второй член троицы Носиги.
Сэйю: Акико Кобаяси
Имму (яп. インム Инму) — братья-близнецы, вступили в игру по неизвестной причине.

### Демоны
Демон-похититель печени (яп. 肝取り鬼 кимотори они)
Демон-похититель крови (яп. 血取り鬼 титори они)
Демон-похититель жира (яп. 油取り鬼 абуратори они)
Демон-похититель детей (яп. 子取り鬼 котори они)
Демон (яп. 鬼 они)

## Создатели
Автор идеи, режиссёр, сценарист, создатель ключевой анимации, монтажник, аниматор: Сюхэй Морита (яп. 森田 修平 Морита Сю:хэй)

Дизайнер персонажей, создатель мира, художник: Дайсукэ Садзики (яп. 桟敷 大祐 Садзики Дайсукэ)

Сценарист: Сиро Куро (яп. 黒　史郎 Куро Сиро:)

Композитор: Рэйдзи Китадзато (яп. 北里 玲ニ Китадзато Рэйдзи)

Анимация: Yamato Works

Продюсер/дистрибьютор: CoMix Wave Inc.

## DVD
В Японии: 30.06.2005
В США: 11.10.2005